# 西郷九兵衛
西郷 九兵衛（さいごう きゅうべえ、生没年不詳）は、江戸時代前期の薩摩藩士。西郷隆盛を輩出した薩摩西郷家の家祖。諱は不詳。本姓は藤原氏で肥後国の菊池氏の支族と伝わる。

## 生涯
元禄年間の初め（元禄何年かは不詳）の旧暦12月25日に死去した。平瀬治右衛門の三男が元禄3年（1690年）旧暦12月4日に養子になり、元禄6年（1693年）2月21日に養子成継目の御礼して、西郷吉兵衛と称す（この吉兵衛の曾孫が隆盛の祖父竜右衛門隆充に当たる）。墓は現在、鹿児島市常盤町の西郷家の墓地に代々の子孫の墓とともにある。なお、沢田延音は著作「西郷隆盛翁とその家族」でこの人物の諱を昌隆とし、上記の肥後国の増永城主家の西郷氏の次男であるとしている。